# Николо Томазео
Николо Томазео (итал. Niccolò Tommaseo) (Шибеник, 9. октобар 1802 − Фиренца, 1. мај 1874) био је италијански књижевник, политичар и националиста. Једно вријеме се сматрао припадником српског народа.
Николо Томазео је рођен 27. септембра 1802. године у Шибенику, од родитеља Јеронима и Катарине. Школовао се у свом родном месту, а у Падови је је студирао право. У Падови се потом студија почео бавити новинарством, али се касније често селио. Један период је провео у Венецији, али је због политичких разлога морао да оде у Француску и на Корзику. Касније се вратио у Венецију, где је као борац за слободу био ухапшен, али га је народ ослободио из тамнице. Иако је по свом политичком уверењу био републиканац, Томазео је подржавао уједињење Италије под Савојском династијом. Преминуо је 1. маја 1874. године у Фиренци. Његовом погребу је присуствовао и италијански краљ, а у Венецији и Шибенику су у његову част били подигнути споменици.
Др Лазар Томановић је записао да је у околини Шибеника народ говорио српским језиком, а у граду Шибенику је владао италијански језик и ту је била интелигенција, као по свим приморским градовима. Тако се Томазео упознао са младим Спиридоном Поповићем, који га је научио да чита и пише ћирилицом. Томазео је касније из благодарности према своме учитељу, Поповићу посветио написане Искрице. Као великан у италијанској књижевности, Томазео је преводио српске народне пјесме. Ту се он одушевио српским језиком, тако да је њему посветио своје Философске студије и на основу појединих ријечи и изрека прогласио је српски народ најизабранијим у Европи по њежном осјећању.